# Enrichetta Carlotta di Württemberg
Enrichetta Carlotta di Württemberg (Montriond, 11 marzo 1767 – Haltenbergstetten, 23 maggio 1817) era figlia di duca Ludovico Eugenio di Württemberg e di Sofia di Beichlingen.

## Biografia
Venne data in sposa al principe Carlo Giuseppe di Hohenlohe-Jagtsberg; le nozze vennero celebrate il 5 luglio 1796 a Ludwigsburg.
Morì nel 1817 e suo marito si risposò con la contessa Maria Valpurga di Waldburg-Zeil-Wurzach dalla quale ebbe altre due figlie.

## Discendenza
Diede al marito cinque figli:
- Maria Federica (Bartenstein, 20 marzo 1798-Bartenstein, 4 agosto 1848);
- Ludovico Alberto (Bartenstein, 5 giugno 1802-Bartenstein, 22 agosto 1850), che sposò la principessa Enrichetta di Auersperg;
- Sofia Guglielmina (Haltenbergstetten, 6 ottobre 1803-Haltenbergstetten, 25 aprile 1820);
- Francesca Saveria (Haltenbergstetten, 29 agosto 1807-Augusta, 27 ottobre 1873), che venne data in sposa ad Antonio Anselmo di Babenhausen;
- Carlotta Sofia (Haltenbergstetten, 2 settembre 1808-Cilli, 9 novembre 1873), data in sposa a Costantino di Salm-Reifferscheidt-Krautheim.

## Ascendenza
|                                      |                                      |                                           | Genitori                                        |  |  | Nonni |  |  | Bisnonni                                 |  |  | Trisnonni                          |  |
|                                      |                                      |                                           |                                                 |  |  |       |  |  | Friedrich Karl von Württemberg-Winnental |  |  | Eberhard III, duca del Württemberg |  |
|                                      |                                      |                                           |                                                 |  |  |       |  |  | Friedrich Karl von Württemberg-Winnental |  |  | Eberhard III, duca del Württemberg |  |
|                                      |                                      | Anna Katharina Dorothea von Salm-Kyrburg  |                                                 |  |  |       |  |  | Friedrich Karl von Württemberg-Winnental |  |  |                                    |  |
| Karl Alexander, duca del Württemberg |                                      |                                           |                                                 |  |  |       |  |  | Friedrich Karl von Württemberg-Winnental |  |  |                                    |  |
|                                      |                                      | Eleonore Juliane von Brandenburg-Ansbach  | Albrecht II, margravio di Brandeburgo-Ansbach   |  |  |       |  |  |                                          |  |  |                                    |  |
|                                      |                                      | Eleonore Juliane von Brandenburg-Ansbach  | Albrecht II, margravio di Brandeburgo-Ansbach   |  |  |       |  |  |                                          |  |  |                                    |  |
|                                      |                                      | Eleonore Juliane von Brandenburg-Ansbach  | Sophie Margarete von Oettingen-Oettingen        |  |  |       |  |  |                                          |  |  |                                    |  |
| Ludwig Eugen, duca del Württemberg   |                                      | Eleonore Juliane von Brandenburg-Ansbach  |                                                 |  |  |       |  |  |                                          |  |  |                                    |  |
|                                      |                                      | Anselm Franz, principe di Thurn und Taxis | Eugen Alexander, principe di Thurn und Taxis    |  |  |       |  |  |                                          |  |  |                                    |  |
|                                      |                                      | Anselm Franz, principe di Thurn und Taxis | Eugen Alexander, principe di Thurn und Taxis    |  |  |       |  |  |                                          |  |  |                                    |  |
|                                      |                                      | Anselm Franz, principe di Thurn und Taxis | Anna Adelheid von Fürstenberg-Heiligenberg      |  |  |       |  |  |                                          |  |  |                                    |  |
| Maria Augusta von Thurn und Taxis    |                                      | Anselm Franz, principe di Thurn und Taxis |                                                 |  |  |       |  |  |                                          |  |  |                                    |  |
|                                      |                                      | Maria Ludovika Anna von Lobkowicz         | Ferdinand August, principe di Lobkowicz         |  |  |       |  |  |                                          |  |  |                                    |  |
|                                      |                                      | Maria Ludovika Anna von Lobkowicz         | Ferdinand August, principe di Lobkowicz         |  |  |       |  |  |                                          |  |  |                                    |  |
|                                      |                                      | Maria Ludovika Anna von Lobkowicz         | Marie Anna Wilhelmine von Baden-Baden           |  |  |       |  |  |                                          |  |  |                                    |  |
| Henriette Charlotte von Württemberg  |                                      | Maria Ludovika Anna von Lobkowicz         |                                                 |  |  |       |  |  |                                          |  |  |                                    |  |
|                                      | Gottlieb Adolf, conte di Beichlingen | Gottfried Hermann, conte di Beichlingen   |                                                 |  |  |       |  |  |                                          |  |  |                                    |  |
|                                      | Gottlieb Adolf, conte di Beichlingen | Gottfried Hermann, conte di Beichlingen   |                                                 |  |  |       |  |  |                                          |  |  |                                    |  |
|                                      | Gottlieb Adolf, conte di Beichlingen | Perpetua Margarethe von Lüttichau         |                                                 |  |  |       |  |  |                                          |  |  |                                    |  |
| August, conte di Beichlingen         | Gottlieb Adolf, conte di Beichlingen |                                           |                                                 |  |  |       |  |  |                                          |  |  |                                    |  |
|                                      |                                      | Elisabeth Philippine von Haxthausen       | Christian August, barone di Haxthausen          |  |  |       |  |  |                                          |  |  |                                    |  |
|                                      |                                      | Elisabeth Philippine von Haxthausen       | Christian August, barone di Haxthausen          |  |  |       |  |  |                                          |  |  |                                    |  |
|                                      |                                      | Elisabeth Philippine von Haxthausen       | Clara Agnesa von Cornberg                       |  |  |       |  |  |                                          |  |  |                                    |  |
| Sophie Albertine von Beichlingen     |                                      | Elisabeth Philippine von Haxthausen       |                                                 |  |  |       |  |  |                                          |  |  |                                    |  |
|                                      |                                      | Cajus Burghard, barone di Stöcken         | Heinrich von Stöcken                            |  |  |       |  |  |                                          |  |  |                                    |  |
|                                      |                                      | Cajus Burghard, barone di Stöcken         | Heinrich von Stöcken                            |  |  |       |  |  |                                          |  |  |                                    |  |
|                                      |                                      | Cajus Burghard, barone di Stöcken         | Anna Catharina von Felden                       |  |  |       |  |  |                                          |  |  |                                    |  |
| Sophie Helene, baronessa di Stöcken  |                                      | Cajus Burghard, barone di Stöcken         |                                                 |  |  |       |  |  |                                          |  |  |                                    |  |
|                                      |                                      | Maria Albertine, baronessa di Bellin      | Philipp Bernhard, barone di Bellin              |  |  |       |  |  |                                          |  |  |                                    |  |
|                                      |                                      | Maria Albertine, baronessa di Bellin      | Philipp Bernhard, barone di Bellin              |  |  |       |  |  |                                          |  |  |                                    |  |
|                                      |                                      | Maria Albertine, baronessa di Bellin      | Sophie Juliane zu Leiningen-Dagsburg-Hartenburg |  |  |       |  |  |                                          |  |  |                                    |  |
|                                      |                                      | Maria Albertine, baronessa di Bellin      |                                                 |  |  |       |  |  |                                          |  |  |                                    |  |